# داميان دو مونتيماس
داميان دو مونتيماس (بالإنجليزية: Damian De Montemas)‏ هو ممثل أسترالي، ولد في 1953 في أستراليا.

## وصلات خارجية
- داميان دو مونتيماس على موقع IMDb (الإنجليزية)
- داميان دو مونتيماس على موقع روتن توميتوز (الإنجليزية)
- داميان دو مونتيماس على موقع قاعدة بيانات الأفلام العربية
- داميان دو مونتيماس على موقع ألو سيني (الفرنسية)
- داميان دو مونتيماس على موقع أول موفي (الإنجليزية)
- داميان دو مونتيماس على موقع قاعدة بيانات الفيلم (الإنجليزية)
- داميان دو مونتيماس على موقع كينوبويسك (الروسية)